# Métronomie
Albums de Nino Ferrer
Rats and Rolls
(1970) Nino Ferrer & Leggs
(1973)
Métronomie est un album de Nino Ferrer, sorti au début de l'année 1972 sur le label Riviera, filiale de Barclay (référence 421.082 U). Considéré comme le premier véritable album de l'artiste, c'est un album-concept qui critique la société de consommation et témoigne d'une sensibilité écologique.  Son échec commercial contrarie Nino Ferrer qui espérait à travers ce disque casser son image de chanteur rigolo et être perçu comme un véritable artiste.

## Historique
Métronomie est enregistré au studio CBE par Bernard Estardy lors de deux sessions distinctes, en mai et novembre 1971. Il rassemble des morceaux adaptés de Rats and Rolls (capture d'un concert donné en Italie en 1970), un inédit (Freak) et une reprise d'un des premiers morceaux de Nino Ferrer (Pour oublier qu'on s'est aimé).  Sa pochette représente un tableau de Claude Verlinde intitulé Le Métronome acquis par Nino Ferrer en 1970.

## Réception
Si l'on exclut Rats and Rolls (paru uniquement en Italie à l'époque), cet album marque un tournant pour Nino Ferrer. En effet, il ne s'agit plus comme auparavant d'une compilation de titres déjà parus en 45 tours, mais plutôt d'un concept-album, plus proche du rock progressif que de la variété française. Cette autre face de Nino déconcerte le grand public et le disque n'obtient qu'un succès d'estime, hormis la chanson La Maison près de la fontaine figurant sur l'unique 45 tours issu de l'album.
Selon l'édition française du magazine Rolling Stone, cet album est le 54e meilleur album de rock français.

## Liste des pistes
| No | Titre                                                              | Auteur                                             | Durée |
| -- | ------------------------------------------------------------------ | -------------------------------------------------- | ----- |
| 1. | Métronomie (Organum Homo-Modernicus contre Flying Dutchman Bertha) | Nino Ferrer, Giorgio Giombolini, Santino Rocchetti | 9:04  |
| 2. | Les Enfants de la patrie                                           | Ferrer                                             | 4:56  |
| 3. | Métronomie II                                                      | Ferrer, Giombolini, Rocchetti                      | 2:18  |
| 4. | Cannabis                                                           | Ferrer, Daniel Beretta                             | 4:44  |
| 5. | La Maison près de la fontaine                                      | Ferrer                                             | 3:46  |
| 6. | Isabelle                                                           | Ferrer                                             | 2:28  |
| 7. | Freak                                                              | Ferrer, Allan Reeves                               | 1:33  |
| 8. | Pour oublier qu'on s'est aimés                                     | Ferrer                                             | 3:21  |

## Personnel
- Nino Ferrer : chant, guitare, piano
- Giorgio Giombolini : orgue
- Slim Pezin : guitare
- Lucien Dobat : batterie
- Donald Rieubon : batterie
- Allan Reeves : clavier
- Jean Mandengué : guitare basse
- Pierre Dutour : trompette
- Bernard Estardy : clavier
- Le Système Crapoutchik : chœurs